# Tour der australischen Rugby-Union-Nationalmannschaft nach Großbritannien und Irland 1992
| Tour der Wallabies nach Großbritannien und Irland 1992 | Tour der Wallabies nach Großbritannien und Irland 1992 | Tour der Wallabies nach Großbritannien und Irland 1992 | Tour der Wallabies nach Großbritannien und Irland 1992 | Tour der Wallabies nach Großbritannien und Irland 1992 |
| Übersicht                                              | S                                                      | G                                                      | U                                                      | N                                                      |
| ------------------------------------------------------ | ------------------------------------------------------ | ------------------------------------------------------ | ------------------------------------------------------ | ------------------------------------------------------ |
| Test Matches                                           | 02                                                     | 2                                                      | 0                                                      | 0                                                      |
| Sonstige Spiele                                        | 11                                                     | 8                                                      | 0                                                      | 3                                                      |
| Gesamt                                                 | 13                                                     | 10                                                     | 0                                                      | 3                                                      |
|                                                        |                                                        |                                                        |                                                        |                                                        |
| Irland                                                 | 01                                                     | 1                                                      | 0                                                      | 0                                                      |
| Wales                                                  | 01                                                     | 1                                                      | 0                                                      | 0                                                      |

Die Tour der australischen Rugby-Union-Nationalmannschaft nach Großbritannien und Irland 1992 umfasste eine Reihe von Freundschaftsspielen der Wallabies, der Nationalmannschaft Australiens in der Sportart Rugby Union. Das Team reiste im Oktober und November 1992 durch England, Irland Wales. Während dieser Zeit bestritt es 13 Spiele, darunter zwei Test Matches gegen die irische Nationalmannschaft und die walisische Nationalmannschaft, die beide gewonnen werden konnten. In den übrigen Spielen gegen Vereine und regionale Auswahlteams mussten die Australier drei Niederlagen hinnehmen.

## Spielplan
- Hintergrundfarbe grün = Sieg
- Hintergrundfarbe rot = Niederlage

(Test Matches sind grau unterlegt; Ergebnisse aus der Sicht Australiens)
| #  | Datum             | Gegner               | Ort       | Stadion              | Ergebnis |
| -- | ----------------- | -------------------- | --------- | -------------------- | -------- |
| 01 | 17. Oktober 1992  | Leinster Rugby       | Dublin    | Lansdowne Road       | 38:11    |
| 02 | 21. Oktober 1992  | Munster Rugby        | Cork      | Musgrave Park        | 19:22    |
| 03 | 24. Oktober 1992  | Ulster Rugby         | Belfast   | Ravenhill Stadium    | 35:11    |
| 04 | 27. Oktober 1992  | Connacht Rugby       | Galway    | Galway Sportsgrounds | 14:6     |
| 05 | 31. Oktober 1992  | Irland               | Dublin    | Lansdowne Road       | 42:17    |
| 06 | 04. November 1992 | Swansea RFC          | Swansea   | St Helen’s           | 6:21     |
| 07 | 07. November 1992 | Wales B              | Cardiff   | Cardiff Arms Park    | 24:11    |
| 08 | 11. November 1992 | Neath RFC            | Neath     | The Gnoll            | 16:8     |
| 09 | 14. November 1992 | Llanelli RFC         | Llanelli  | Stradey Park         | 9:13     |
| 10 | 17. November 1992 | Monmouthshire County | Ebbw Vale | Eugene Cross Park    | 19:9     |
| 11 | 21. November 1992 | Wales                | Cardiff   | Cardiff Arms Park    | 23:6     |
| 12 | 24. November 1992 | Welsh Students       | Bridgend  | Brewery Field        | 37:6     |
| 13 | 28. November 1992 | Barbarians           | London    | Twickenham Stadium   | 30:20    |

## Test Matches
| 31. November 1992 | Irland                                     | 17 : 42        | Australien                                                                                       | Lansdowne Road, Dublin Zuschauer: 54.000 Schiedsrichter: Edward Morrison (England) |
| 31. November 1992 | Versuche: Wallace Straftritte: Russell (4) | (6:19) Bericht | Versuche: Campese Horan Kelaher Little McKenzie Erhöhungen: Roebuck (4) Straftritte: Roebuck (3) | Lansdowne Road, Dublin Zuschauer: 54.000 Schiedsrichter: Edward Morrison (England) |

Aufstellungen:
- Irland: Fergus Aherne, Paul McCarthy, Vincent Cunningham, Phil Danaher , Mick Galwey, Simon Geoghegan, Gordon Hamilton, Paddy Johns, Philip Lawlor, John Murphy, Nick Popplewell, Brian Robinson, Peter Russell, Jim Staples, Richard Wallace
- Australien: David Campese, Paul Carozza, Dan Crowley, John Eales, Timothy Gavin, Tim Horan, Phil Kearns, Jason Little, Michael Lynagh, Roderick McCall, Ewen McKenzie, Willie Ofahengaue, Marty Roebuck, Peter Slattery, David Wilson 
 Auswechselspieler: Tim Kelaher

| 21. November 1992 | Wales                     | 6 : 23        | Australien                                                                   | Cardiff Arms Park, Cardiff Zuschauer: 51.000 Schiedsrichter: Tony Spreadbury (England) |
| 21. November 1992 | Straftritte: Stephens (2) | (3:5) Bericht | Versuche: Campese McCall Wilson Erhöhungen: Roebuck Straftritte: Roebuck (2) | Cardiff Arms Park, Cardiff Zuschauer: 51.000 Schiedsrichter: Tony Spreadbury (England) |

Aufstellungen:
- Wales: Tony Copsey, Stuart Davies, Ieuan Evans , Scott Gibbs, Mike Griffiths, Mike Hall, Garin Jenkins, Robert Jones, Emyr Lewis, Gareth Llewellyn, Wayne Proctor, Mike Rayer, Colin Stephens, Richard Webster, Hugh Williams-Jones 
 Auswechselspieler: Alan Reynolds
- Australien: David Campese, Paul Carozza, Dan Crowley, Timothy Gavin, Tim Horan, Paul Kahl, Phil Kearns , Jason Little, Roderick McCall, Ewen McKenzie, Garrick Morgan, Willie Ofahengaue, Marty Roebuck, Peter Slattery, David Wilson 
 Auswechselspieler: Troy Coker